# Milnesium tumanovi
Espèce
Milnesium tumanovi est une espèce de tardigrades de la famille des Milnesiidae. 

## Distribution
Cette espèce est endémique de Crimée en Ukraine.

## Étymologie
Cette espèce est nommée en l'honneur de Denis V. Tumanov.

## Publication originale
- Pilato, Sabella & Lisi, 2016 : Two new species of Milnesium (Tardigrada: Milnesiidae). Zootaxa, no 4132 (4), p. 575-587.